# ロンキ・デイ・レジョナーリ
ロンキ・デイ・レジョナーリ（伊: Ronchi dei Legionari）は、イタリア共和国フリウリ＝ヴェネツィア・ジュリア州ゴリツィア県にある、人口約人口約12,000人の基礎自治体（コムーネ）。
港湾都市モンファルコーネの都市圏に含まれる都市で、トリエステ＝ロンキ・デイ・レジョナーリ空港（フリウリ＝ヴェネツィア・ジュリア空港）の所在地である。

## 名称
イタリア語以外の言語では以下の名を持つ。
- フリウリ語: Ronchi
- スロベニア語: Ronke

## 地理

### 位置・広がり
ゴリツィア県南部のビシアカリア (it:Bisiacaria) と呼ばれる地域に属しており、ビシアカリアの中心都市であるモンファルコーネの北西に隣接する。県都ゴリツィアから南西へ約16km、州都トリエステから北西へ約29km、ウーディネからは南東へ約34kmの距離に位置する
。
コムーネ西部にはトリエステ＝ロンキ・デイ・レジョナーリ空港（フリウリ＝ヴェネツィア・ジュリア空港）があり、州の空の玄関口となっている。

#### 隣接コムーネ
隣接するコムーネは以下の通り。
- フォリアーノ・レディプーリア - 北
- ドベルド・デル・ラーゴ - 東
- モンファルコーネ - 南東
- スタランツァーノ - 南
- サン・カンツィアン・ディゾンツォ - 南西
- サン・ピエール・ディゾンツォ - 北西

モンファルコーネからは市街地が連坦している。ロンキ・デイ・レジョナーリは単体でもゴリツィア県第3位の人口を持つコムーネであり、モンファルコーネ都市圏の人口は県都ゴリツィアを上回る。

### 気候分類・地震分類
ロンキ・デイ・レジョナーリにおけるイタリアの気候分類 (it) および度日は、zona E, 2255 GGである。
また、イタリアの地震リスク階級 (it) では、zona 3 (sismicità bassa) に分類される。

## 歴史
この地の人々の生活はローマ時代以前に遡る。ローマ時代にはいくつかの村落が築かれ、空港周辺では古代のネクロポリスが発掘されている。
この町はゴリツィア伯領から、967年にアクイレイアの総大司教領 (it:Patriarca di Aquileia) となった。町が Ronches の名ではじめて文書に現れるのは1229年のことである。
15世紀以降ヴェネツィア共和国領になり、その後ハプスブルク君主国の領土となった。1850年には行政官（ポデスタ、Podestà）が派遣されるようになり、1912年には村の格を得た。
第一次世界大戦後、イタリア王国領となった。1919年、国家主義的詩人ガブリエーレ・ダンヌンツィオは義勇兵「レジョナーリ」（「軍団」の意）を組織し、「ロンキ・ディ・モンファルコーネ」（Ronchi di Monfalcone）と呼ばれていたこの町から出発してリエカ（フィウメ）を占領した（カルナーロ＝イタリア執政府参照）。コムーネの名は、これを記念して1925年に改名された。

## 社会

### 人口

#### 居住地区別人口
国立統計研究所（ISTAT）は居住地区（Località abitata）別の人口として以下を掲げている。統計は2001年時点。
| 地区名                 | 標高  | 人口   | 備考                                                   |
| ---------------------- | ----- | ------ | ------------------------------------------------------ |
| RONCHI DEI LEGIONARI   | 7/140 | 11,121 |                                                        |
| LE GIARE               | 10    | 37     | サン・カンツィアン・ディゾンツォの Begliano 地区に連続 |
| RONCHI DEI LEGIONARI * | 11    | 11,075 | モンファルコーネとスタランツァーノに連続               |
| Case Sparse            | -     | 9      |                                                        |

ISTATは人口統計上、家屋密度の高い centro abitato （居住の中心地区）、密度の低い nucleo abitato （居住の核となる地区）、まとまった居住地区を形成していない case sparse （散在家屋）の区分を用いている。上の表で地名がすべて大文字で示されているものが centro abitato である。「*」印が付されているのは、コムーネの役場・役所 la casa comunale の置かれている地区である。

## 姉妹都市
- ヴァーグナ（ドイツ語版）（オーストリア）
- メトリカ（スロベニア）

## 交通

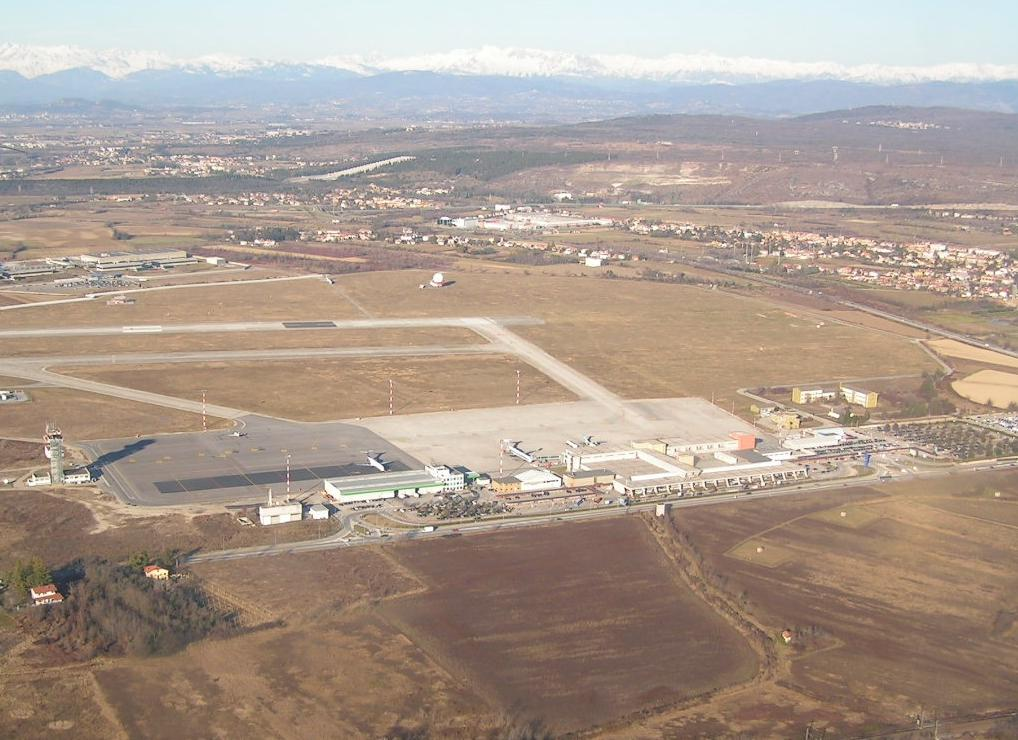
トリエステ＝ロンキ・デイ・レジョナーリ空港

### 空港
- トリエステ＝ロンキ・デイ・レジョナーリ空港

コムーネ西部に所在する商業空港。「トリエステ空港」「フリウリ＝ヴェネツィア・ジュリア空港」などとも呼ばれる。

### 鉄道
- ウーディネ＝トリエステ線：ロンキ・デイ・レジョナーリ北駅
- ヴェネツィア＝トリエステ線 (it:Ferrovia Venezia-Trieste) ：ロンキ・デイ・レジョナーリ南駅

### 道路
高速道路
- A4 (it:Autostrada A4 (Italia))

国道
- SS14 (it:Strada statale 14 della Venezia Giulia)
- SS305 (it:Strada statale 305 di Redipuglia)
- SS677 (it:Strada statale 677 di Ronchi dei Legionari)

コムーネにはおおむね東西に国道 SS14 が走っており、東南に進めばモンファルコーネ、西に進めば空港の南側を経てベリアノやビゾリス（いずれもサン・カンツィアン・ディゾンツォ北部）に入る。また、モンファルコーネで SS14 から北に分かれた SS305 がコムーネを縦貫しており、北にレディプーリアの集落（フォリアーノ・レディプーリア）とを結んでいる。